# Morlocks
Els morlocks són una mena d'infrahomes creada per H. G. Wells en la seva novel·la La màquina del temps. En la versió cinematogràfica de 1960, protagonitzada per Rod Taylor, els morlocks viuen en habitatges subterrànis des d'on ataquen esporàdicament els pacífics i ingenus humans del futur, els elois, que formen part de la seva dieta.

## Els morlocks en la cultura popular

### Doctor Who
Als eposidis del serial Timelash de la temporada 22 de Doctor Who, el Sisè Doctor s'endú Herbert (el nom de pila d'H. G. Wells) cap al futur on es troben amb una espècie reptiliana habitada sota terra anomenada Morlox (un homòfon de "Morlocks"). El Borad, un mal governant, es converteix accidentalment en mig Morlox abans de l'episodi.

### Marvel Comics
Els morlocks són, també, un grup de personatges provinents de les pàgines del còmic X-Men.
Són un grup de mutants, amb mutacions evidents, que viuen amagats dels humans en el clavegueram de Manhattan, Nova York. Estaven liderats per Callisto, una mutant amb sentits superiors a qui li falta un ull, fins que va perdre el seu liderat en combat amb Storm. Molts d'ells van morir en un brutal extermini anomenat Mutant Massacre (Massacre Mutant), a mans d'un grup maligne anomenat Marauders. Posteriorment han estat liderats per Masque i Mikhail Rasputin entre d'altres.

#### Llista dels membres
Callisto, Annalee, Sangonera, Somiadora, Caliban, Erg, Berzerk, Llisca, Tommy, Cara escamosa, Ferotge, Espina, Màscara, Medúl·la, Mikhail, Sunder, Plaga, Jo, Sanador, Simi, Quatre Nens d'Annalee, Piper, Tarbaby, Cybelle, Zeek, Pipa Fumejant, Lightning Bug, Ales de Gallina, Mole, Felicitat, Bounce, Samson, Brute, Hump, Pixie, Bertram, Pester, Mare Inferior, Ent, Meme, Muntanya, Brain Cell, Bèstia Fosca, Marilou, Boost, Theta, Degard, Soteira, Revelation, Carver, Fugue

#### Morlocks de Chicago
Sempre dins del mateix món del còmic de l'Univers Marvel, els Morlocks de Chicago són un altre grup de mutants que viu a Chicago, Illinois. Aquests no mantenen cap relació amb els mutants de Nova York, però quan la premsa els va descobrir i va notar certes qualitats en comú amb els mutants de Calisto, els van cridar Morlocks de Chicago.
Els seus components són: Polsim d'Àngel, Carter, Trencalls, Eva Elèctrica, Cèl·lula, Negociador i Litterbug.